# Rapte de les sabines

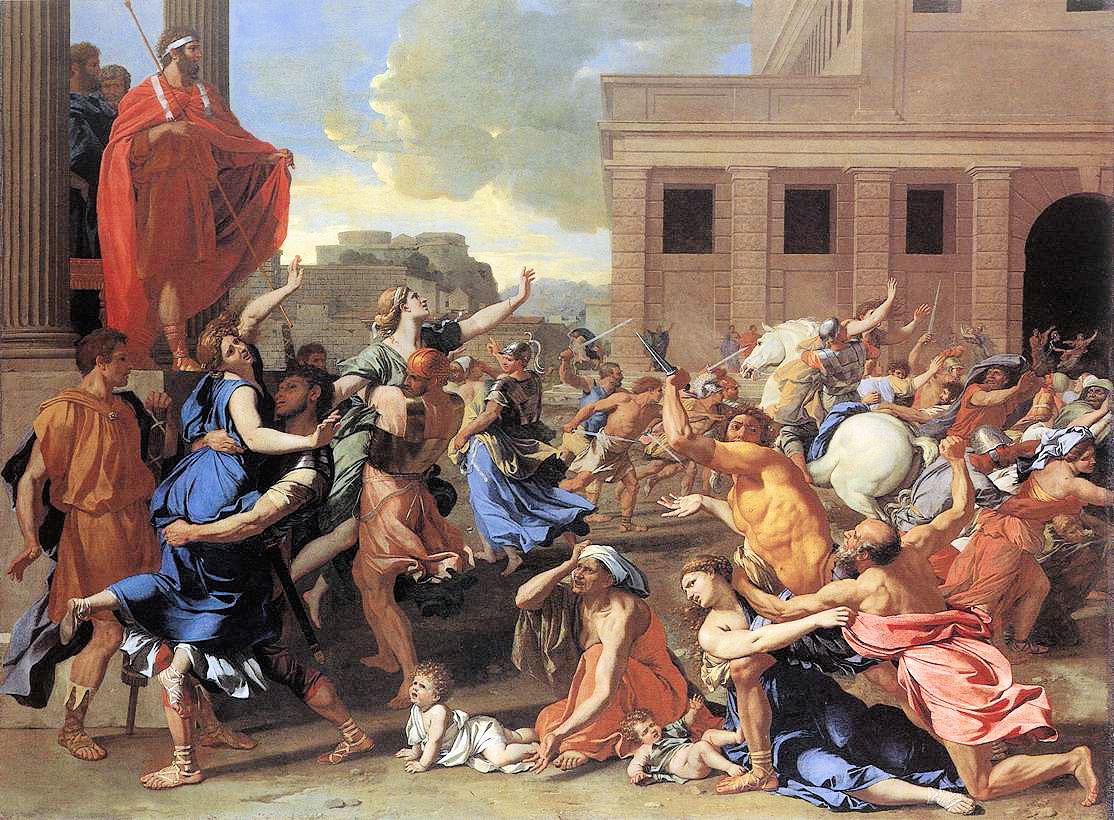
El rapte de les sabines, de Nicolas Poussin

El rapte de les sabines és un episodi mitològic de la història de Roma.
Segons la llegenda, als primers temps del Regne de Roma la població era eminentment masculina. Per tal de solucionar-ho, Ròmul, el seu fundador i primer rei de Roma, va organitzar unes proves esportives en honor del déu Neptú, a les quals va convidar els pobles veïns. N'hi van acudir diversos, però els d'una població, la Sabínia, van ser especialment voluntariosos i hi van acudir amb les seves dones i fills, precedits pel seu rei.
Va començar l'espectacle dels jocs i, tal com estava acordat, a un senyal cada un dels romans va raptar una dona, i després van fer fora els homes. Els romans van intentar aplacar les dones convencent-les que tan sols ho havien fet perquè volien que elles fossin les seves dones, i que haurien de sentir-se orgulloses de passar a formar part d'un poble que havia estat escollit pels déus.
Els sabins, evidentment enfadats per la traïció i el rapte de les dones, van atacar els romans i els van anar acorralant al Capitoli. Quan anaven a enfrontar-se en el que semblava ser la batalla final, les sabines es van interposar entre ambdós grups de combatents per tal que deixessin de matar-se, perquè -van raonar-, si guanyaven els romans, elles perdrien els seus pares i germans, i, si guanyaven els sabins, elles perdrien els seus marits i fills, ja que la guerra havia durat força anys. Les sabines van aconseguir fer-los entrar en raó, i finalment es va celebrar un banquet per tal de festejar la reconciliació. A més a més, el rei de Sabínia, Titus Taci, i Ròmul van formar una diarquia a Roma que va durar fins a la mort de Titus.

## Art
El rapte de les sabines ha aparegut en diverses obres d'art, entre les quals cal destacar: El rapte de les sabines de Giambologna, El rapte de les sabines de Nicolas Poussin, Les sabines de Jacques-Louis David (1799), o diverses pintures de Pablo Picasso; així com l'obra simfònica del mateix títol de Manuel Blancafort (1931).